# ذي عرام السفلى (حبيش)

تعديل مصدري - تعديل

ذي عرام السفلى محلة تابعة لقرية ذي عرام، التابعة لعزلة وادي المعقاب بمديرية حبيش إحدى مديريات محافظة إب في الجمهورية اليمنية، بلغ تعداد سكانها 120 حسب تعداد اليمن لعام 2004.